# Frontinellina dearmata
Frontinellina dearmata is een spinnensoort in de taxonomische indeling van de hangmatspinnen (Linyphiidae).
Het dier behoort tot het geslacht Frontinellina. De wetenschappelijke naam van de soort werd voor het eerst geldig gepubliceerd in 1899 door Wladislaus Kulczynski.